# Acherosoma cariniferum
Acherosoma cariniferum är en mångfotingart som beskrevs av Pius Strasser 1935. Acherosoma cariniferum ingår i släktet Acherosoma och familjen Haasiidae. Inga underarter finns listade i Catalogue of Life.